# 南投縣立旭光高級中學
南投縣立旭光高級中學（英語：Nantou Shiuhkuang Senior High School），簡稱旭光高中，是台灣南投縣第一所完全中學，同時兼有國中部與高中部。校园设在草屯鎮富寮里草屯文化園區內，中潭公路上。周围的教育单位有南開科技大學和富功國小；其他设施包括臺灣工藝文化園區、草屯青少年活動中心和草屯兒童樂園。
是校前身为1968年8月建校的南投縣立旭光國民中學。1999年九二一大地震中校舍全毀。後2000年11月2日起，在佛教慈濟基金會援助下重新建設，2002年5月18日完工。
2001年8月，是校獲得南投縣政府的批准，改為旭光中學，是草屯鎮的首間高中。2002年改为现名。2007年投用新建的運動場。2008年起午餐廚房和餐廳开始提供用膳。2018年、2019年科學館、空手道館陆续完工。

## 校史
- 1968年8月成立，定名為南投縣立旭光國民中學。
- 1997年設立啟智教養院之啟智班分部。
- 2001年改制為南投縣立旭光高級中學。
- 2003年8月成立高中部體育班。
- 2005年成立國中部數理性向資優班。南投啟智教養院業務移交名間國中。
- 2021年與澳洲摩頓灣中學及澳洲羅克漢普頓文法學校簽訂姊妹校MOU
- 2022年教育部核准設立高中雙語實驗班[3]
- 2023年核准設立高中數理實驗班

## 相關事件
2020年9月，該校的一名男學生被揭露其長期性侵同學達數年之久，拍下不雅照片及透過通訊軟體外流，並以自己爸爸是警察恐嚇被害人。該案件於2020年4月立案、5月蒐證、6月移送南投地方法院少年法庭審理。
2021年11月18日，監察院調查報告指出學校和警方的處理過程符合法律规定，没有權勢介入。

## 外部連結
- 南投縣立旭光高級中學 （页面存档备份，存于）

| 屆次 | 姓名   | 就任時間  | 卸任時間  |
| ---- | ------ | --------- | --------- |
| 1    | 呂春福 | 1968年6月 | 1974年8月 |
| 2    | 簡社堂 | 1974年8月 | 1979年8月 |
| 3    | 蘇添鴻 | 1979年8月 | 1983年8月 |
| 4    | 張達田 | 1983年8月 | 1989年2月 |
| 5    | 孫磊   | 1989年2月 | 1998年8月 |
| 6    | 張忠昌 | 1998年8月 | 2002年8月 |
| 7    | 歐源榮 | 2002年8月 | 2003年7月 |
| 8    | 李豐章 | 2003年8月 | 2004年7月 |
| 9    | 陳江水 | 2004年8月 | 2010年7月 |
| 10   | 吳明順 | 2010年7月 | 2017年8月 |
| 11   | 何光明 | 2017年8月 | 2025年7月 |
| 11   | 毛彬權 | 2025年8月 |           |